# Gare de Yoshiwara
La gare de Yoshiwara (吉原駅, Yoshiwara-eki) est une gare ferroviaire de la ville de Fuji, dans la préfecture de Shizuoka au Japon. Elle est exploitée par les compagnies JR Central et Gakunan Electric Train.

## Situation ferroviaire
La gare de Yoshiwara est située au point kilométrique (PK) 141,3 de la ligne principale Tōkaidō. Elle marque le début de la ligne Gakunan.

## Historique
La gare a été inaugurée le 1er février 1889 sous le nom de gare de Suzukawa. Elle prend son nom actuel en 1956.

## Service des voyageurs

### Accueil
La gare dispose d'un bâtiment voyageurs, avec guichets, ouvert tous les jours.

### Desserte

#### JR Central
- Ligne principale Tōkaidō :
  - voie 1 : direction Numazu et Atami
  - voie 2 : direction Fuji et Shizuoka

#### Gakunan Electric Train
- Ligne Gakunan :
  - voies 1 et 2 : direction Gakunan-Enoo